# Oğuzlar, Babadağ
Oğuzlar là một xã thuộc huyện Babadağ, tỉnh Denizli, Thổ Nhĩ Kỳ. Dân số thời điểm năm 2010 là 57 người.